# バッド・ガール (マドンナの曲)
「バッド・ガール」(Bad Girl)は、マドンナの楽曲。5枚目のスタジオ・アルバム『エロティカ』から3枚目のシングル・カットとして発売された。

## 概要
Billboard Hot 100での最高位は36位であり、1983年の「ホリデイ」以来続いていたTOP20への連続チャートインが途切れた。
ミュージック・ビデオの監督はデヴィッド・フィンチャーが務めた。ビデオにはクリストファー・ウォーケンが守護天使役として出演しているほか、バーテンダー役としてマーク・マーゴリス、刑事役でマット・ディロンも出演している。
同年のNBC『サタデー・ナイト・ライブ』に出演して披露して以降ライヴなどでは全く演奏されていなかったが、2023年のThe Celebration Tourで初めてセットリストに入った。

## 収録曲
日本盤 3"シングル
| #  | タイトル           | 作詞 | 作曲・編曲 |
| -- | ------------------ | ---- | ---------- |
| 1. | 「バッド・ガール」 |      |            |
| 2. | 「フィーヴァー」   |      |            |

デジタルシングル（「バッド・ガール/フィーヴァー」）
| #   | タイトル                                                         | 作詞 | 作曲・編曲 | 時間 |
| --- | ---------------------------------------------------------------- | ---- | ---------- | ---- |
| 1.  | 「バッド・ガール（エディット）」                                 |      |            | 4:35 |
| 2.  | 「バッド・ガール（エクステンデッド・ミックス）」                 |      |            | 6:29 |
| 3.  | 「フィーヴァー（アルバム・エディット）」                         |      |            | 4:30 |
| 4.  | 「フィーヴァー（エディット・ワン）」                             |      |            | 4:05 |
| 5.  | 「フィーヴァー（エクステンデッド・12インチ・ミックス）」         |      |            | 6:07 |
| 6.  | 「フィーヴァー（ホット・スウェット・12インチ・ミックス）」       |      |            | 7:58 |
| 7.  | 「フィーヴァー（マーク・ボーイズ・ディープ・ソース・ミックス）」 |      |            | 6:28 |
| 8.  | 「フィーヴァー（マーク・ボーイズ・マイアミ・ミックス）」         |      |            | 7:10 |
| 9.  | 「フィーヴァー（マーク・ボーイズ・マイアミ・ダブ）」             |      |            | 7:12 |
| 10. | 「フィーヴァー（ラジオ・エディット/リミックス）」                |      |            | 5:09 |
| 11. | 「フィーヴァー（シェップズ・リメディ・ダブ）」                   |      |            | 4:31 |
| 12. | 「フィーヴァー（オスカージーズ・ドープ・ミックス）」             |      |            | 4:55 |

## チャート
| チャート (1993年)                                                  | 最高順位 |
| ------------------------------------------------------------------ | -------- |
| オーストラリア (ARIA)                                              | 32       |
| ベルギー (Ultratop 50 Flanders)                                    | 40       |
| カナダ シングル小売 (The Record)                                   | 5        |
| カナダ トップシングルス (RPM)                                      | 20       |
| カナダ コンテンポラリー・ヒット・ラジオ (The Record)               | 8        |
| エクアドル ([El Siglo de Torreón)                                  | 2        |
| ヨーロッパ (Eurochart Hot 100)                                     | 26       |
| フィンランド (Suomen virallinen lista)                             | 8        |
| フランス (SNEP)                                                    | 44       |
| ドイツ (GfK Entertainment charts)                                  | 47       |
| アイスランド (Íslenski Listinn Topp 40)                            | 3        |
| アイルランド (IRMA)                                                | 20       |
| イタリア (Musica e dischi)                                         | 3        |
| オランダ (Dutch Top 40 Tipparade)                                  | 2        |
| オランダ (Single Top 100)                                          | 34       |
| ニュージーランド (Recorded Music NZ)                               | 35       |
| スイス (Schweizer Hitparade)                                       | 25       |
| UK シングルス (OCC)                                                | 10       |
| UK ダンス (Music Week)                                             | 10       |
| UK (MRIB)                                                          | 7        |
| US Billboard Hot 100                                               | 36       |
| US ダンス・シングルス・セールス (Billboard) 「フィーヴァー」と合算 | 1        |
| US Pop Airplay (Billboard)                                         | 26       |

| チャート (1993年)                                                  | 順位 |
| ------------------------------------------------------------------ | ---- |
| アイスランド (Íslenski Listinn Topp 40)                            | 46   |
| US ダンス・シングルス・セールス (Billboard) 「フィーヴァー」と合算 | 46   |